# Decapitated
Decapitated – polska grupa muzyczna wykonująca technical death metal. Powstała w 1996 roku w Krośnie z inicjatywy nastoletnich braci: gitarzysty Wacława „Vogga” Kiełtyki i perkusisty Witolda „Vitka” Kiełtyki oraz wokalisty Wojciecha „Saurona” Wąsowicza.
Do 2007 roku grupa wydała cztery albumy studyjne, które zostały pozytywnie ocenione zarówno przez fanów, jak i krytyków muzycznych. Zespół dał szereg koncertów na całym świecie i uczestniczył w licznych festiwalach: Metalmania, Metalfest, Hunter Fest i Ozzfest. Czasopismo Metal Maniacs określiło grupę mianem nadziei death metalu, natomiast magazyn Terrorizer uznał najlepszym debiutem roku 2000. W tekstach zespół poruszył takie zagadnienia jak nihilizm, mizantropia czy zło.
Kwartet pozostał aktywny do końca 2007 roku, kiedy to w wypadku samochodowym śmierć poniósł perkusista Witold Kiełtyka oraz został ciężko poszkodowany wokalista Adrian Kowanek. W 2009 gitarzysta Wacław Kiełtyka reaktywował zespół w odnowionym składzie.

## Historia

### 1996-2005

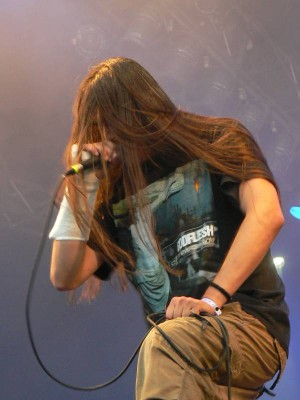
Adrian „Covan” Kowanek podczas koncertu na festiwalu Hunter Fest w Szczytnie 13 sierpnia 2006

Zespół powstał w grudniu 1996 roku w Krośnie z inicjatywy braci: gitarzysty Wacława „Vogga” Kiełtyki i perkusisty Witolda „Vitka” Kiełtyki oraz wokalisty Wojciecha „Saurona” Wąsowicza. W 1997 roku skład grupy uzupełnił basista Marcin „Martin” Rygiel. W czerwcu tego samego roku grupa zrealizowała debiutancki materiał demo pt. Cemeteral Gardens, wydawnictwo cieszyło się dużym uznaniem w undergroundzie, jednak młody wiek muzyków zapewnił duże grono przeciwnych grupie. 28 listopada tego samego roku zespół wystąpił po raz pierwszy podczas koncertu w Krośnie. Rozwój jako muzyków uwarunkowany był nauką pobieraną w szkołach muzycznych, postęp wyraźnie zaznaczył się już na kolejnym demie pt. The Eye of Horus zarejestrowanym w październiku 1998 roku w Manek Studio. Dzięki tym nagraniom zespół podpisał kontrakt z firmą Massive Mangement.
15 kwietnia 1999 roku w olsztyńskim Selani Studio we współpracy z Piotrem Wiwczarkiem grupa przystąpiła do nagrań debiutanckiego albumu pt. Winds of Creation. Wydawnictwo ukazało się 23 maja 2000 roku nakładem Earache Records. Wydawnictwo cieszyło się uznaniem zarówno fanów jak i krytyków muzycznych. Czasopismo Metal Maniacs które określiło grupę mianem nadziei death metalu, natomiast magazyn Terrorizer uznał najlepszym debiutem roku 2000. W związku ze zobowiązaniami szkolnymi, młodzi muzycy nie mogli w pełni czynnie uczestniczyć w promocji albumu. 17 czerwca nakładem Metal Mind Productions ukazała się kompilacja nagrań demo pt. The First Damned. Na płycie znalazły się także dwa utwory koncertowe zarejestrowane podczas Thrash'em All Festival '2000. W sierpniu zespół odbył krótką trasę koncertową Grind Your Mind Tour 2000 po Anglii wraz z grupą Lock Up. Ponadto muzycy odbyli europejską trasę koncertową wraz z grupami Immolation, Deranged, Deströyer 666 i Soul Demise oraz szereg koncertów w Polsce wraz z Trauma i Vader. 14 listopada tego samego roku demo The Eye Of Horus ukazało się na kompilacji Polish Assault.
W 2001 roku grupa zrealizowała kolejny studyjny album pt. Nihility, podczas wrześniowej sesji nagraniowej w białostockim Hertz Studio. Album ukazał się na początku 2002 roku nakładem Earache Records. W celach promocyjnych zrealizowany został również teledysk do utworu pt. „Spheres of Madness”, okładkę płyty wykonał natomiast Jacek Wiśniewski grafik współpracujący m.in. z zespołem Vader i Krisiun. Wkrótce po premierze muzycy wystąpili na festiwalu Ozzfest w Katowicach grając u boku grup Tool, Slayer i Ozzy’ego Osbourne’a.

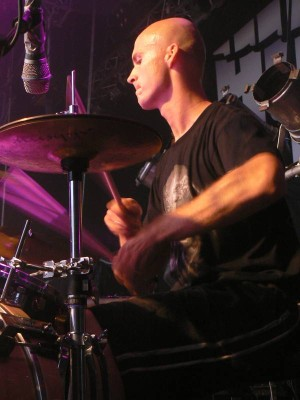
Witold „Vitek” Kiełtyka podczas koncertu na festiwalu Hunter Fest w Szczytnie 13 sierpnia 2006

Drugi album grupy był promowany również podczas koncertów wraz z grupami Incantation, Impaled, Vehemence oraz Dead to Fall. Natomiast jesienią zespół odbył liczące czterdzieści występów europejskie tournée wraz z Vader, Krisiun i Prejudice. Latem 2003 roku w Hertz Studio zespół nagrał trzeci album zatytułowany The Negation. 14 sierpnia tego samego roku w Key Club, w Los Angeles, został zarejestrowany teledysku do kompozycji „Spheres Of Madness” w reżyserii Davea Bonea. Wydawnictwo ukazało się 1 lutego 2004 i było promowane m.in. podczas koncertów w Wielkiej Brytanii. Występy Decapitated poprzedzały grupy Rotting Christ, Anata i Thus Defiled. Zespół wystąpił również na festiwalu Metalmania poprzedzając m.in. koncert grupy Morbid Angel oraz trasie koncertowej wraz z grupą Mayhem, Krisiun i Anaal Nathrakh. W drugiej połowie roku zespół wystąpił w kraju wraz z grupami Totem, Hate, Pyorrhoea i Abused Majesty.
W 2005 roku grupa odbyła pierwszą europejską trasę koncertową w roli headlinera, zespołowi towarzyszyły na niej Dies Irae, Hate i Crionics. Latem tego samego roku grupę opuścił wieloletni wokalista grupy Wojciech „Sauron” Wasowicz, który poświęcił się studiom na Uniwersytecie Jagiellońskim na wydziale Muzykologii. Wąsowicza zastąpił wkrótce pochodzący z Krakowa, a szerzej znany z występów w grupie muzycznej Atrophia Red Sun Adrian „Covan” Kowanek.
Już z nowym wokalistą 15 lipca grupa wystąpiła na festiwalu Kaltenbach Open Air w Austrii. Natomiast jesienią w ramach Sesnsual Sickness Tour zespół wystąpił podczas dwudziestu siedmiu koncertów w Europie wraz z grupami Gorerotted, Detonation i Dam. W Stanach Zjednoczonych podczas Blitzkrieg 3 American Tour wraz z grupami Vader i Dew-Scented oraz jako headliner w Kanadzie wraz z grupą Neuraxis. 1 sierpnia 2005 roku w białostockim Hertz Studio grupa przystąpiła do prac nad nowym albumem zatytułowanym Organic Hallucinosis. Nowa płyta grupy została wyprodukowana, zmiksowana oraz zmasterowana przez braci Wojciecha i Sławomira Wiesławskich.

### 2006-2010

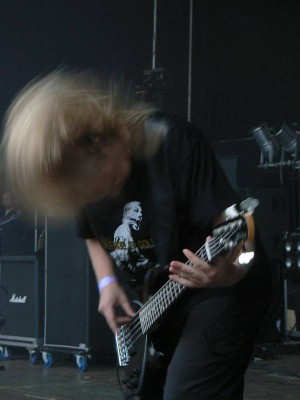
Marcin „Martin” Rygiel podczas koncertu na festiwalu Hunter Fest w Szczytnie 13 sierpnia 2006

Na przełomie stycznia i lutego 2006 roku zespół wystąpił podczas dwumiesięcznej trasy koncertowej Annihilation Of The Wicked Tour wraz grupami Nile, Hypocrisy, Soilent Green oraz Raging Speedhorn, podczas koncertów na gitarze basowej w zastępstwie Rygla wystąpił Richard Gulczynski. Czwarte wydawnictwo grupy Organic Hallucinosis ukazało się 7 lutego 2006 roku w USA, później 7 i 22 lutego odpowiednio w Europie i Japonii. Utwory przed wydaniem były dostępne do przesłuchania w wersji online na oficjalnej stronie wydawcy zespołu Earache Records. Do otwierającego album utworu pt. „A Poem About an Old Prison Man” wykorzystano pochodzący z 1984 roku tekst autorstwa amerykańskiego mordercy Charlesa Mansona. Okładkę płyty wykonał grecki grafik i malarz Seth Siro Anton, który współpracował m.in. z grupami Paradise Lost i Rotting Christ. W celach promocyjnych do utworu pt. „Day 69” został zrealizowany teledysk. Płyta ukazała się również w specjalnej limitowanej do 1000 sztuk wersji wraz z darmową płytą koncertową zarejestrowaną podczas Earache Xmas Party, w grudniu 2004 roku.
Tego samego roku zespół wystąpił podczas trasy koncertowej po Wielkiej Brytanii wraz z grupą Biomechanical oraz na festiwalach Hunter Fest w Polsce, Metalcamp w Słowenii, Hard Rock Laager w Estonii oraz jesienią na koncertach w USA wraz z grupami Six Feet Under, Krisiun i Abysmal Dawn oraz ponownie w USA i Kanadzie wraz z grupami Fear Factory, Suffocation i Hypocrisy. Po powrocie do kraju 16 grudnia zespół wystąpił w Krośnie z okazji dziesięciolecia dziłalności artystycznej. W lutym 2007 roku grupa wystąpiła podczas trasy koncertowej Organic Hallucinosis European Tour wraz z grupami Phazm i Hate. W maju tego samego roku zespół wystąpił podczas koncertów w Australii i Nowej Zelandii wraz grupą Nile, natomiast latem wyruszył do USA, Kanady i Meksyku gdzie zagrał podczas Summer Slaughter Tour wraz z zespołami Necrophagist, Cephalic Carnage, Cattle Decapitation, The Faceless, As Blood Runs Black, Arsis, Ion Dissonance i Beneath the Massacre. We wrześniu zespół opuścił basista Marcin „Martin” Rygiel, który wkrótce przeprowadził się do Kalifornii by poświęcić się rodzinie. 18 października zespół rozpoczął trasę koncertową Extreme Hallucinosis Easten Tour 2007 obejmującą kraje kraje nadbałtyckie.
29 października w drodze do miejscowości Homel na Białorusi, Decapitated oraz grupa muzyczna Crionics, miały wypadek – kolizję z ciężarówką transportującą drewno. Witold Kiełtyka i Adrian Kowanek odnieśli poważne obrażenia. Zostali przewiezieni do Nowozybkowa, w Rosji. Kiełtyka zmarł jednak 1 listopada ok. godziny 4 rano mając 23 lata. Natomiast Adrian Kowanek w ciężkim stanie został przetransportowany drogą lotniczą do Krakowa. Śmierć perkusisty odbiła się szerokim echem na scenie metalowej. Wyrazy współczucia i kondolencje na ręce rodziny spłynęły z całego świata. Śmierć Kiełtyki skomentowali m.in. Tomas Haake, Gene Hoglan i Raymond Herrera.
W cieniu tragicznych wydarzeń zespół podpisał kontrakt płytowy z niemiecką wytwórnią muzyczną Nuclear Blast. W ramach pomocy rodzinom pokrzywdzonych w wypadku na całym świecie organizowano koncerty charytatywne. Były to m.in. koncerty w Krakowie, Warszawie, Paryżu, Londynie i Los Angeles podczas których wystąpiły takie zespoły jak Vader, Behemoth, Hate, Frontside, Akercocke, Delight, Nyia czy Virgin Snatch. 9 czerwca 2008 roku ukazało się pierwsze DVD zespołu zatytułowane Human’s Dust zawierające m.in. koncert grupy z festiwali Metalmania i Ozzfest, koncert zespołu zarejestrowany w studiu telewizyjnym w Krakowie oraz wywiady z członkami zespołu. Wydawnictwo ukazało się nakładem polskiej wytwórni muzycznej Metal Mind Productions.

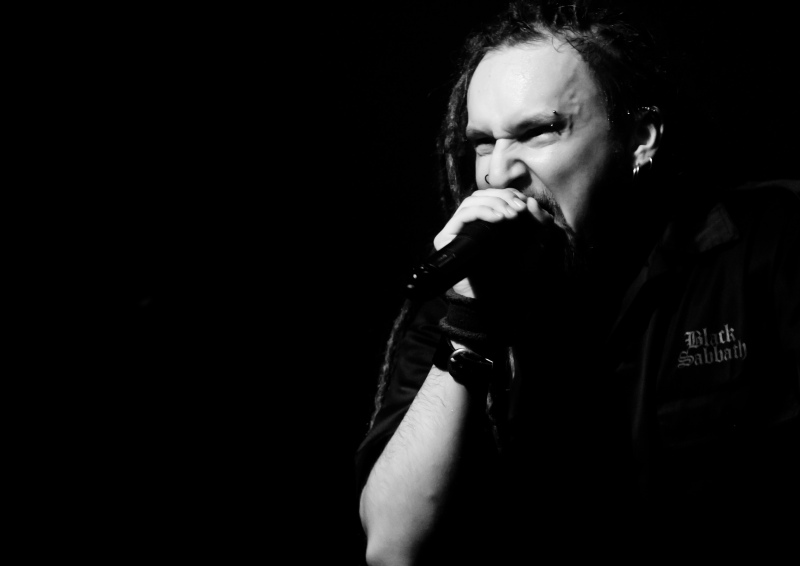
Rafał Piotrowski podczas koncertu w krakowskim klubie Loch Ness 14 października 2010

8 marca 2009 roku, Wacław Kiełtyka, na oficjalnym profilu MySpace zespołu ogłosił reaktywacje zespołu w nowym składzie. Tego samego roku do Decapitated dołączył austriacki perkusista Kerim „Krimh” Lechner. Muzyk występował dotychczas w takich zespołach jak Thorns Of Ivy czy Mondstille. W listopadzie również 2009 roku został zaanonsowany nowy skład grupy. Do Decapitated dołączył basista Filip „Heinrich” Hałucha znany z występów w grupach Vesania, Rootwater i UnSun oraz wokalista Rafał Piotrowski członek Ketha i Forgotten Souls. Gitarzysta Wacław Kiełtyka, który od 2008 roku towarzyszył Vader jako muzyk koncertowy, odbył w grudniu z zespołem ostatnią trasę, po czym Decapitated rozpoczął próby przed zaplanowanymi występami.
W styczniu 2010 roku muzycy odbyli tournée w Wielkiej Brytanii wraz z Kataklysm, w kwietniu wystąpili w Australii i Nowej Zelandii, natomiast w maju wzięli udział w cyklicznym festiwalu Metalfest Open Air w Austrii, Niemczech, Szwajcarii, Węgrzech i Czechach. W lipcu i sierpniu Decapitated zagrał szereg koncertów w USA i Kanadzie w ramach Summer Slaughter Tour. Następnie w październiku zespół odbył w Polsce trasę Rebellion Tour vol. 2. Grupa gościła podczas koncertów m.in. basistę Tomasza „Oriona” Wróblewskiego, perkusistę Zbigniewa „Inferno” Promińskiego i gitarzystę Patryka „Setha” Sztybera z formacji Behemoth.

### Od 2011

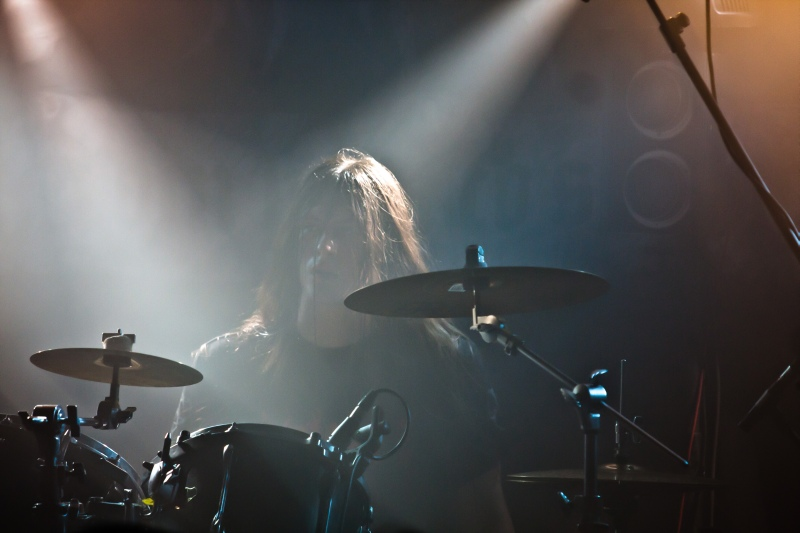
Kerim „Krimh” Lechner podczas koncertu w krakowskim klubie Loch Ness 14 października 2010

W lutym 2011 roku w gdańskim RG Studio grupa rozpoczęła prace nad piątym albumem. Nagrania zostały zarejestrowane we współpracy z inżynierami: Arkadiuszem „Maltą” Malczewskim i Danielem Bergstrandem, który również zmiksował wszystkie utwory. Produkcji podjął się lider formacji Wacław „Vogg” Kiełtyka. Premiera piątego albumu Decapitated pt. Carnival is Forever odbyła się 12 lipca 2011 roku. Wszystkie teksty na potrzeby płyty napisał były wokalista grupy Lux Occulta – Jarosław Szubrycht. Gościnnie w nagraniach wziął także udział Bartosz Hervy znany z występów w grupie Blindead. Po nagraniach z zespołu odszedł Hałucha, którego tymczasowo zastąpił Konrad Rossa znany z występów w grupie Trauma. Wydawnictwo dotarło do 11. miejsca listy Billboard Top Heatseekers w USA sprzedając się w nakładzie 2100 egzemplarzy w przeciągu tygodnia od dnia premiery.
W ramach promocji do utworów „Pest” i „Homo Sum” zostały zrealizowane teledyski. Materiał był także promowany podczas letnich festiwali, a także podczas koncertów w USA, które odbyły się na przełomie września i października. 1 listopada 2011 członkowie zespołu byli pasażerami Boeinga 767 lecącego z Newark do Warszawy, lądującego na Okęciu awaryjnie bez wysuniętego podwozia. Kolejne koncerty grupa dała podczas The Decimation Of Europe Tour z udziałem Aborted, Fleshgod Apocalypse, Cyanide Serenity oraz Archspire. Na początku 2012 roku muzycy dwukrotnie wystąpili w ramach charytatywnej trasy koncertowej Covan Wake The Fuck Up Tour 2012 na rzecz Adriana „Covana” Kowanka. Następnie grupa wzięła udział w trasie koncertowej The Ophidian Trek w USA i Europie poprzedzając kwintet Meshuggah. Latem w wyniku nieporozumień skład opuścił Kerim „Krimh” Lechner, którego zastąpił Paweł „Pawulon” Jaroszewicz.

### Oskarżenie o gwałt zbiorowy w 2017
We wrześniu 2017, w mediach zagranicznych i krajowych pojawiła się informacja, że w trakcie trasy Decapitated po Stanach Zjednoczonych fanka zespołu została zgwałcona przez jego członków. Ofiara oraz jej przyjaciółka miały brać udział w koncercie 31 sierpnia 2017 w Spokane w stanie Waszyngton. Po zakończeniu miały zostać zaproszone przez muzyków do autobusu na drinka, gdzie miało dojść do zbiorowego zgwałcenia jednej z kobiet. Adwokat Decapitated stwierdził, że członkowie zespołu nie przyznają się do winy. 13 października 2017 wszystkim członkom zespołu zostały postawione zarzuty zgwałcenia wspomnianej kobiety. 22 listopada 2017 wszyscy czterej członkowie zespołu zostali zwolnieni z tymczasowego aresztu postanowieniem sędzi sądu w Spokane Julie McKay, zaś według adwokata W. Kiełtyki, Stevena Grahama, przyczynił się do tego polski poseł partii Prawo i Sprawiedliwość, Dominik Tarczyński, który wstawił się za polskimi muzykami w liście skierowanym do amerykańskiego sądu. 5 stycznia 2018 prokurator hrabstwa Spokane wycofała zarzuty przeciwko muzykom.

### OdejścieRasty
W 2024 ogłoszono, że po ok. 14 latach współpracy zespół rozstał się z dotychczasowym wokalistą Rafałem Rastą Piotrowskim, który śpiewał od czasu reaktywacji Decapitated w 2009 roku. Jednocześnie ogłoszono nazwisko nowego wokalisty, którym został pochodzący z Finlandii Eemeli Bodde, znany z m.in. deathmetalowej grupy Mors Subita.

## Muzyka
Mimo młodego wieku członków w momencie powstania Decapitated, zespół był od początku działalności powszechnie ceniony za wirtuozerię i złożoność kompozycji. Przyczyniło się do tego wykształcenie muzyczne braci Kiełtyków i Marcina Rygla. Starszy z braci Wacław jest absolwentem szkoły muzycznej I i II stopnia oraz Akademii Muzycznej w Krakowie w klasie akordeonu, Witold natomiast ukończył szkołę muzyczną I i II stopnia w klasie fortepianu. Rygiel jest absolwentem szkoły muzycznej I i II stopnia w klasie gitary klasycznej i fortepianu.
Szczególnie często chwalona była gra zmarłego perkusisty Witolda Kiełtyki, którego wielu muzyków określiło jako niezwykle utalentowanego. Uznanie dla perkusisty wyrazili tacy muzycy jak Adam Darski lider zespołu Behemoth, Gene Hoglan perkusista Strapping Young Lad, Dirk Verbeuren perkusista Soilwork, Jens-Francois Dagenais lider kanadyjskiego zespołu Kataklysm, Tomas Haake członek Meshuggah, Anders Jakobson były perkusista Nasum, Wawrzyn „Varyen” Chyliński były perkusista Damnation, John McEntee lider Incantation, Alan Averill wokalista Primordial, Raymond Herrera były perkusista Fear Factory oraz ATF Sinner lider zespołu Hate.

## Skład zespołu
Obecny skład zespołu

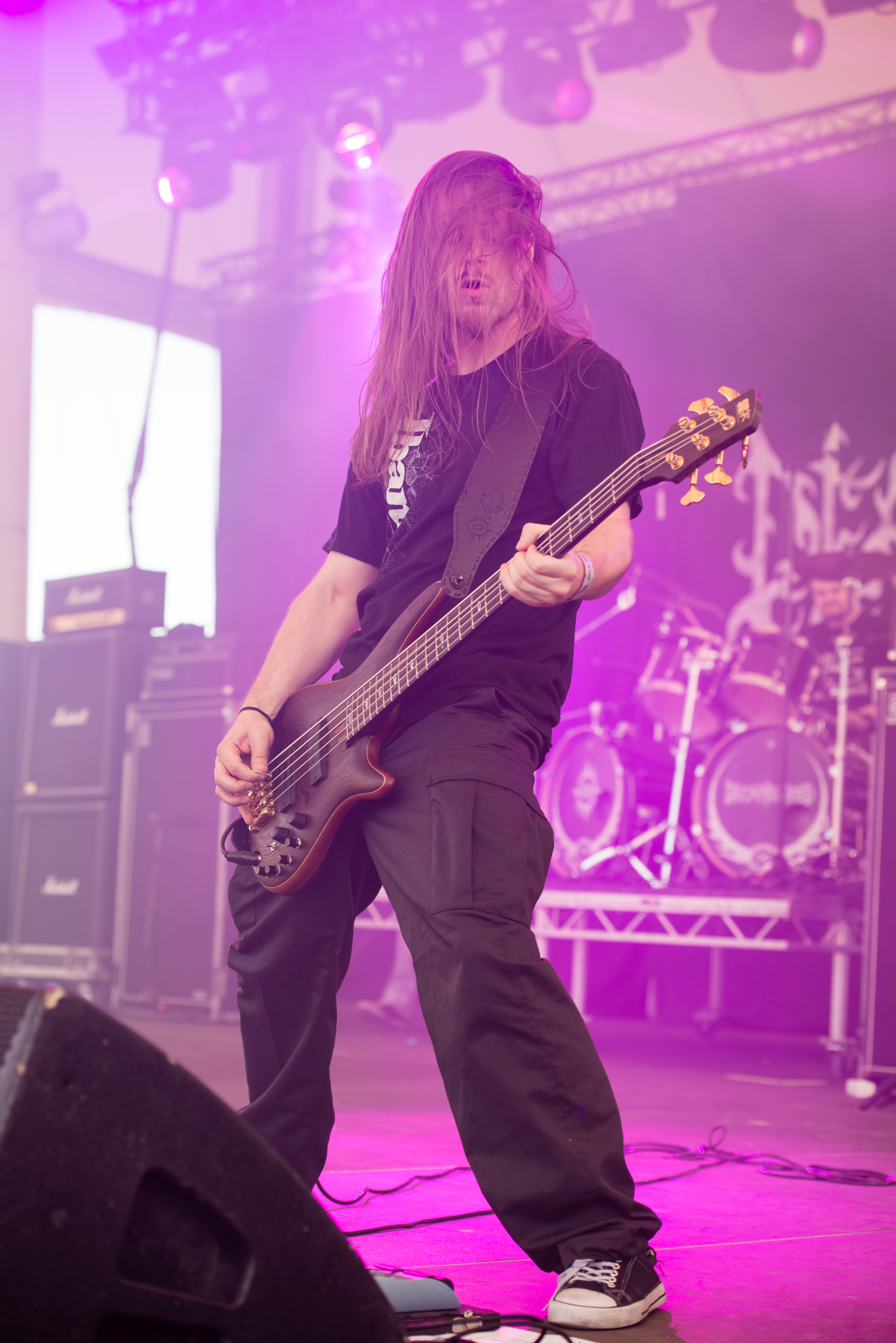
Paweł „Bajtel” Pasek podczas koncertu na Rock Hard Festival w 2014

- Wacław „Vogg” Kiełtyka – gitara elektryczna (od 1996)
- Eemeli Bodde - śpiew (od 2024)
- James Stewart - perkusja (od 2019)
- Paweł Pasek - gitara basowa (2012-2016, od 2021)

Muzycy koncertowi
- Jacek Hiro – gitara elektryczna (2000-2004)
- Richard Gulczynski – gitara basowa (2006)
- Konrad Rossa – gitara basowa (2011–2012)
- Paweł „Pawulon” Jaroszewicz – perkusja (2012–2013)
- Kevin Foley – perkusja (2013)
- Sean Martinez – gitara basowa (2016)

Byli członkowie zespołu
- Witold „Vitek” Kiełtyka (zmarły) – perkusja (1996-2007)
- Kerim „Krimh” Lechner – perkusja (2009-2012)
- Marcin „Martin” Rygiel – gitara basowa (1997-2007)
- Wojciech „Sauron” Wąsowicz – śpiew (1996-2005)
- Adrian „Covan” Kowanek – śpiew (2005-2009)
- Filip „Heinrich” Hałucha – gitara basowa (2009-2011)
- Michał „ML” Łysejko – perkusja (2013-2018)
- Hubert Więcek – gitara basowa (2016-2020)
- Rafał „Rasta” Piotrowski – śpiew (2009-2024)

Oś czasu

## Dyskografia
| 2000                           | Winds of Creation - Data: 23 maja 2000 - Wydawca: Wicked World/Earache Records - Format: CD, CD+DVD, LP, MC, digital download                                   | –  | –  | –  |
| 2002                           | Nihility - Data: 19 lutego 2002 - Wydawca: Earache Records - Format: CD, LP, MC, digital download                                                               | –  | –  | –  |
| 2004                           | The Negation - Data: 1 lutego 2004 - Wydawca: Earache Records - Format: CD, LP, digital download                                                                | –  | –  | –  |
| 2006                           | Organic Hallucinosis - Data: 7 lutego 2006 - Wydawca: Earache Records, Teichiku Records - Format: CD, 2 CD, DualDisc, LP, digital download                      | –  | –  | –  |
| 2011                           | Carnival is Forever - Data: 12 lipca 2011 - Wydawca: Nuclear Blast, Nippon Columbia, Riffs Factory/Mystic Production - Format: CD, CD+DVD, LP, digital download | 11 | –  | –  |
| 2014                           | Blood Mantra - Data: 22 września 2014 - Wydawca: Nuclear Blast, Mystic Production - Format: CD, CD+DVD, LP, digital download                                    | 5  | 11 | –  |
| 2017                           | Anticult - Data: 7 lipca 2017 - Wydawca: Nuclear Blast - Format: CD, CD+DVD, LP, digital download                                                               | 2  | 4  | 58 |
| 2022                           | Cancer Culture - Data: 27 maja 2022 - Wydawca: Nuclear Blast - Format: CD, CD+DVD, LP, digital download                                                         | –  | 4  | –  |
| „—” pozycja nie była notowana. | |    |    |    |

| Rok  | Tytuł                                                                    |
| ---- | ------------------------------------------------------------------------ |
| 1997 | Cemeteral Gardens - Data: lipiec 1997 - Wydawca: brak (wydanie własne)   |
| 1998 | The Eye of Horus - Data: listopad 1998. - Wydawca: brak (wydanie własne) |

| Rok  | Tytuł                                                                       |
| ---- | --------------------------------------------------------------------------- |
| 2000 | The First Damned - Data: 21 grudnia 2000 - Wydawca: Metal Mind Productions  |
| 2000 | Polish Assault (split) - Data: 14 listopada 2000 - Wydawca: Relapse Records |

| Rok  | Tytuł |
| ---- | --- |
| 2008 | Human’s Dust - Data: 9 czerwca 2008 - Wydawca: Metal Mind Productions                                                           |
| 2012 | Covan Wake the Fuck Up (różni wykonawcy) - Data: 12 grudnia 2012 - Wydawca: Red Pig Production/Creative Music/Mystic Production |

## Teledyski

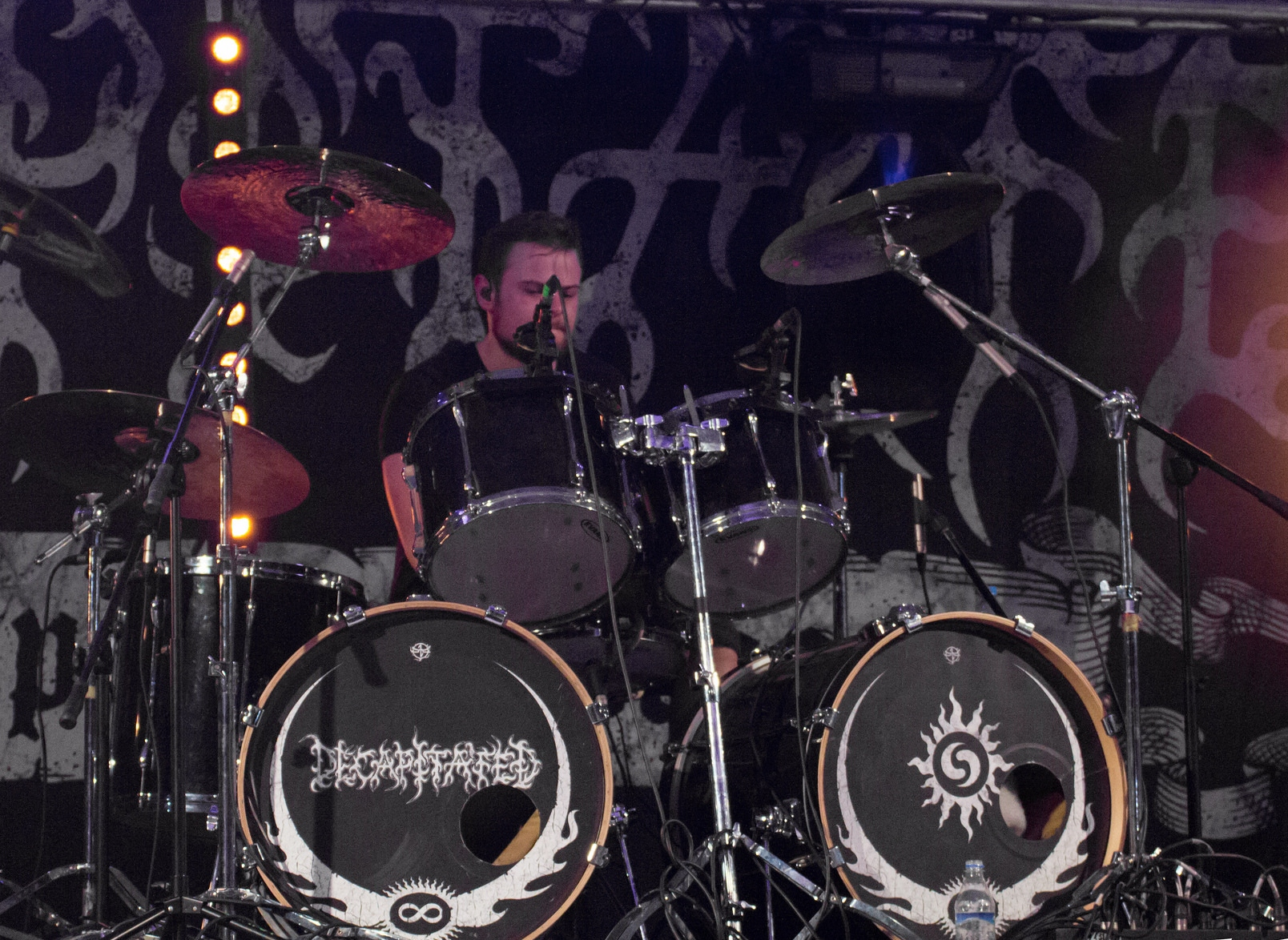
Michał Łysejko podczas koncertu 12 września 2014

| Rok  | Tytuł                 | Reżyseria/Realizacja                                        | Album                | Źródło         |
| ---- | --------------------- | ----------------------------------------------------------- | -------------------- | -------------- |
| 2000 | „Winds of Creation”   | Adam Kuc, Selani Studio                                     | Winds of Creation    | [ 98 ]         |
| 2002 | „Spheres of Madness”  | Dave Bone                                                   | Nihility             | [ 98 ] [ 99 ]  |
| 2006 | „Day 69”              | Szymon Jakubowski, Patryk Jordanowicz, Magdalena Jakubowska | Organic Hallucinosis | [ 98 ] [ 100 ] |
| 2012 | „Pest”                | Grupa 13, Dariusz Szermanowicz                              | Carnival is Forever  | [ 101 ]        |
| 2012 | „Homo Sum„”           | Marcin Halerz, Redpig Productions                           | Carnival is Forever  | [ 98 ]         |
| 2013 | „Carnival is Forever" | Decapitated, Marcin Halerz, Redpig Productions              | Carnival is Forever  | [ 98 ]         |
| 2013 | „404”                 | Anthony Dubois                                              | Carnival is Forever  | [ 102 ]        |
| 2014 | „Instinct”            | Redpig Productions                                          | Blood Mantra         | [ 98 ]         |
| 2016 | „Veins”               | Łukasz Rusinek                                              | Blood Mantra         | [ 103 ]        |

## Nagrody i wyróżnienia

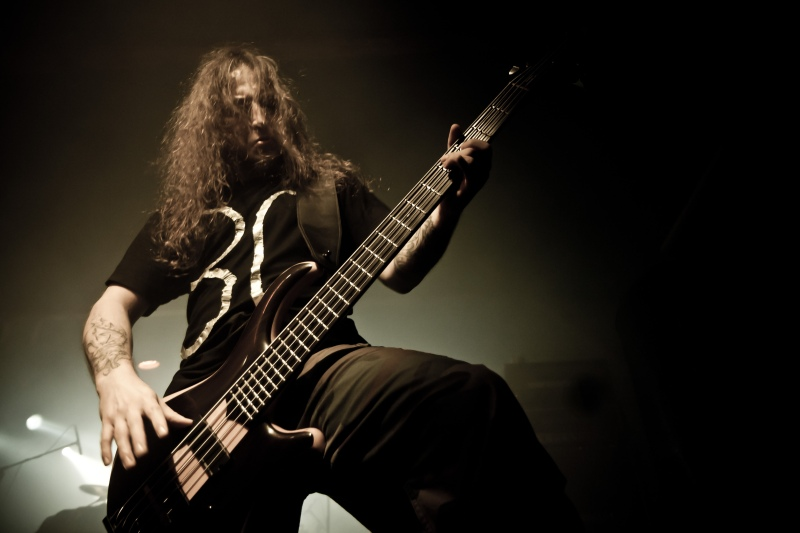
Filip „Heinrich” Hałucha podczas koncertu w krakowskim klubie Loch Ness 14 października 2010

| Rok  | Kategoria                                                         | Nagroda                                  | Nota        |
| ---- | ----------------------------------------------------------------- | ---------------------------------------- | ----------- |
| 2001 | Best Newcomer                                                     | Plebiscyt magazynu Terrorizer, 2000      | 1. miejsce  |
| 2008 | Best death metal album (Organic Hallucinosis)                     | Metal Storm Awards, 2007                 | 6. miejsce  |
| 2011 | Zespół roku – Polska                                              | Plebiscyt Metalnews.pl, 2010             | 5. miejsce  |
| 2011 | 50 Albumów roku 2011 (Carnival is Forever)                        | Podsumowanie magazynu Guitar World, 2011 | 43. miejsce |
| 2011 | Album roku 2011 (Carnival is Forever)                             | Plebiscyt magazynu Machina, 2011         | 2. miejsce  |
| 2012 | Album roku 2011 (Carnival is Forever)                             | Plebiscyt rockmetal.pl, 2011             | 4. miejsce  |
| 2012 | Top 10 Drumming Albums of 2011 (Carnival is Forever)              | Plebiscyt Sickdrummer Magazine, 2011     | 9. miejsce  |
| 2012 | Zespół roku 2011                                                  | Pure Fucking Metal Awards, 2011          | 3. miejsce  |
| 2012 | Album roku 2011 (Carnival is Forever)                             | Pure Fucking Metal Awards, 2011          | 3. miejsce  |
| 2012 | Gitarzysta roku 2011 (Wacław „Vogg” Kiełtyka)                     | Pure Fucking Metal Awards, 2011          | 3. miejsce  |
| 2012 | Muzyk roku (Wacław „Vogg” Kiełtyka)                               | Plebiscyt Metal Hammer (Polska), 2011    | 1. miejsce  |
| 2012 | Album roku (Carnival is Forever)                                  | Plebiscyt Metal Hammer (Polska), 2011    | 4. miejsce  |
| 2012 | Najlepsza płyta w historii polskiego metalu (Carnival is Forever) | Plebiscyt Machiny, 2012                  | 3. miejsce  |